# آقای دنیا
آقای دنیا (انگلیسی: Mister World) که در ایران با نام پسر شایسته معروف است یک مسابقهٔ زیبایی برای مردان است که توسط سازمان دوشیزه دنیا پشتیبانی می‌شود.
شرکت کنندگان در رشته‌هایی مانند اسکی روی آب، دوچرخه‌سواری کوهستان و دوی ماراتن سنجیده می‌شوند.
آقای دنیا حال دنی مخیا از پورتوریکو است.

## برندگان
| سال  | کشور       | آقای دنیا           | عنوان ملّی      | مکان               | تعداد شرکت کنندگان |            |            |            |
| ۱۹۹۶ | بلژیک      | تام نوینس           | آقای بلژیک     | استانبول، ترکیه    | ۵۰                 |            |            |            |
| ۱۹۹۷ | برگزار نشد | برگزار نشد          | برگزار نشد     | برگزار نشد         | برگزار نشد         |            |            |            |
| ۱۹۹۸ | ونزوئلا    | ساندذو فینوگلیو     | آقای ونزوئلا   | گراندولا، پرتغال   | ۴۳                 |            |            |            |
| ۱۹۹۹ | برگزار نشد | برگزار نشد          | برگزار نشد     | برگزار نشد         | برگزار نشد         |            |            |            |
| ۲۰۰۰ | اروگوئه    | ایگناسیو کلیشه      | آقای اروگوئه   | پرث شایر، اسکاتلند | ۳۲                 |            |            |            |
| ۲۰۰۱ | برگزار نشد | برگزار نشد          | برگزار نشد     | برگزار نشد         | برگزار نشد         | برگزار نشد | برگزار نشد | برگزار نشد |
| ۲۰۰۲ | برگزار نشد | برگزار نشد          | برگزار نشد     | برگزار نشد         | برگزار نشد         | برگزار نشد | برگزار نشد | برگزار نشد |
| ۲۰۰۳ | برزیل      | گوستاوو جیانتی      | آقای برزیل     | لندن، انگلستان     | ۳۸                 |            |            |            |
| ۲۰۰۴ | برگزار نشد | برگزار نشد          | برگزار نشد     | برگزار نشد         | برگزار نشد         | برگزار نشد | برگزار نشد | برگزار نشد |
| ۲۰۰۵ | برگزار نشد | برگزار نشد          | برگزار نشد     | برگزار نشد         | برگزار نشد         | برگزار نشد | برگزار نشد | برگزار نشد |
| ۲۰۰۶ | برگزار نشد | برگزار نشد          | برگزار نشد     | برگزار نشد         | برگزار نشد         | برگزار نشد | برگزار نشد | برگزار نشد |
| ۲۰۰۷ | اسپانیا    | خوان گارسیا پوستیگو | آقای اسپانیا   | سانیا، چین         | ۵۶                 |            |            |            |
| ۲۰۰۸ | برگزار نشد | برگزار نشد          | برگزار نشد     | برگزار نشد         | برگزار نشد         | برگزار نشد | برگزار نشد | برگزار نشد |
| ۲۰۰۹ | برگزار نشد | برگزار نشد          | برگزار نشد     | برگزار نشد         | برگزار نشد         | برگزار نشد | برگزار نشد | برگزار نشد |
| ۲۰۱۰ | ایرلند     | کمال ابراهیم        | آقای ایرلند    | اینچئون، کره جنوبی | ۷۴                 |            |            |            |
| ۲۰۱۱ | برگزار نشد | برگزار نشد          | برگزار نشد     | برگزار نشد         | برگزار نشد         |            |            |            |
| ۲۰۱۲ | کلمبیا     | فرانسیسکو اسکوبار   | آقای کلمبیا    | کنت، انگلستان      | ۴۸                 |            |            |            |
| ۲۰۱۳ | برگزار نشد | برگزار نشد          | برگزار نشد     | برگزار نشد         | برگزار نشد         |            |            |            |
| ۲۰۱۴ | دانمارک    | نیکلاس پدرسن        | آقای دانمارک   | توربی، انگلستان    | ۴۶                 |            |            |            |
| ۲۰۱۵ | برگزار نشد | برگزار نشد          | برگزار نشد     | برگزار نشد         | برگزار نشد         |            |            |            |
| ۲۰۱۶ | هند        | روهیت کهندلوال      | آقای هند       | ساوت‌پورت، انگلستان | ۴۶                 |            |            |            |
| ۲۰۱۷ | برگزار نشد | برگزار نشد          | برگزار نشد     | برگزار نشد         | برگزار نشد         | برگزار نشد | برگزار نشد | برگزار نشد |
| ۲۰۱۸ | برگزار نشد | برگزار نشد          | برگزار نشد     | برگزار نشد         | برگزار نشد         | برگزار نشد | برگزار نشد | برگزار نشد |
| ۲۰۱۹ | انگلستان   | جک هسلوود           | آقای انگلستان  | کزون سیتی، فیلیپین | ۷۲                 |            |            |            |
| ۲۰۲۰ | برگزار نشد | برگزار نشد          | برگزار نشد     | برگزار نشد         | برگزار نشد         | برگزار نشد | برگزار نشد | برگزار نشد |
| ۲۰۲۱ | برگزار نشد | برگزار نشد          | برگزار نشد     | برگزار نشد         | برگزار نشد         | برگزار نشد | برگزار نشد | برگزار نشد |
| ۲۰۲۲ | برگزار نشد | برگزار نشد          | برگزار نشد     | برگزار نشد         | برگزار نشد         | برگزار نشد | برگزار نشد | برگزار نشد |
| ۲۰۲۳ | برگزار نشد | برگزار نشد          | برگزار نشد     | برگزار نشد         | برگزار نشد         | برگزار نشد | برگزار نشد | برگزار نشد |
| ۲۰۲۴ | پورتوریکو  | دنی مخیا            | آقای پورتوریکو | فان تیئت، ویتنام   | ۶۰                 |            |            |            |

## کشور بر اساس تعداد برد
| کشور      | عناوین | سال  |
| --------- | ------ | ---- |
| پورتوریکو | ۱      | ۲۰۲۴ |
| انگلستان  | ۱      | ۲۰۱۹ |
| هند       | ۱      | ۲۰۱۶ |
| دانمارک   | ۱      | ۲۰۱۴ |
| کلمبیا    | ۱      | ۲۰۱۲ |
| ایرلند    | ۱      | ۲۰۱۰ |
| اسپانیا   | ۱      | ۲۰۰۷ |
| برزیل     | ۱      | ۲۰۰۳ |
| اروگوئه   | ۱      | ۲۰۰۰ |
| ونزوئلا   | ۱      | ۱۹۹۸ |
| بلژیک     | ۱      | ۱۹۹۶ |